# Lagarith
Lagarith，是一種由Ben Greenwood所撰寫的开放源代码的影片編解碼器（video codec），是Huffyuv的分支之一。其設計的目標如下：
- 速度（Speed）：譯碼雖然速度可能較慢。
- 色彩空間（color space）：支持YV12、YUY2、RGB，以及RGBA等colorspaces。
- 幀（Key frame）：每一幀（Key frame）可以單獨解碼。

## 外部連結
- Lagarith homepage （页面存档备份，存于）